# Operación de las Naciones Unidas en Somalia I
La UNOSOM I del inglés United Nations Operation in Somalia I (Operación de las Naciones Unidas en Somalia I) , fue en principio una intervención por parte de la ONU llevada a cabo desde abril de 1992 hasta marzo de 1993 que se basó en el objeto de prestar ayuda humanitaria a Somalia. Con el correr del tiempo dicha operación se inclinó hacia no solo prestar ayuda humanitaria sino a combatir al régimen somalí del líder local Mohamed Farrah Aidid. Esta labor de defensa de la ayuda humanitaria se llevó a cabo con tropas de la (UNITAF), una alianza de países que enviaron sus tropas a defender dichas labores humanitarias de la misma Organización de las Naciones Unidas.
La UNOSOM I se creó para facilitar la ayuda humanitaria a las personas atrapadas por la guerra civil y la hambruna. La misión se convirtió en un intento amplio para ayudar a detener el conflicto y reconstruir las instituciones básicas de un Estado viable. Somalia ocupó una posición geopolítica de importancia estratégica en el Cuerno de África. La cultura política estuvo influenciada por la competencia entre varios clanes y facciones basadas en clanes.

## Accionar de Aidid contra las fuerzas de paz de la ONU

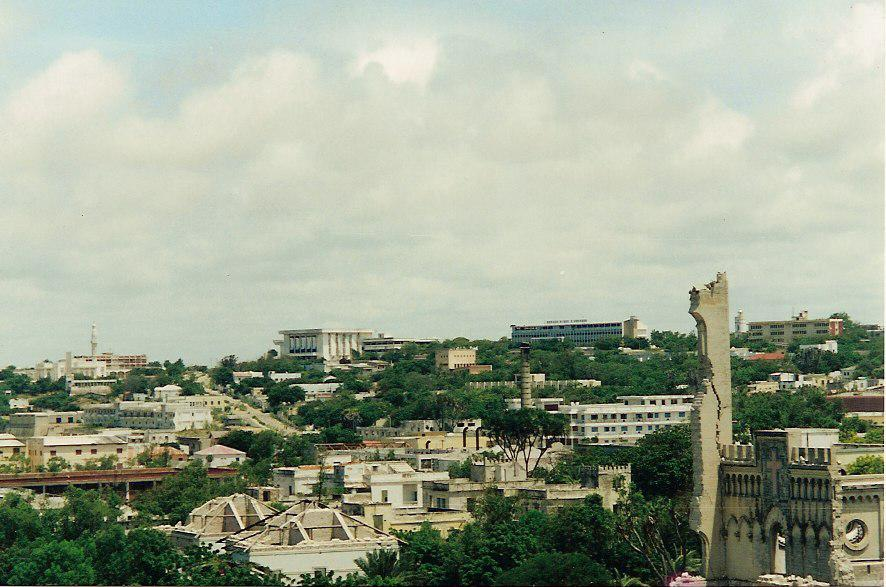
en esta foto, se puede observar una imagen de la capital de Somalia Mogadiscio por los diversos combates que hubo ahí.

Desde noviembre de 1991, hubo fuertes combates en la capital somalí de Mogadiscio, entre los elementos armados aliados con el general Mohamed Farrah Aidid, y el Sr. Ali Mohamed Mahdi, el "presidente interino" nombrado, y sin embargo, otras facciones. Además de Mogadiscio, hubo conflictos en Kismayo, y en el noroeste del país, los dirigentes locales estaban presionando para crear una organización independiente "Somalilandia". El país en su conjunto sin ningún tipo de gobierno central. Además el bandolerismo era la moneda corriente.
Los combates que siguieron, con clanes y sub-constituidos en alianzas sueltas sin control central, se llevó a cabo en un momento de grave como con la sequía. Esa combinación resultó desastrosa para la población en general. En 1992, casi 4,5 millones de personas, más de la mitad del número total en el país, fueron amenazados por el hambre, la  malnutrición grave y otras enfermedades relacionadas. La magnitud del sufrimiento era inmenso. En general, se estima que 300.000 personas murieron. Unos 2 millones de personas, violentamente se desplazaron de sus lugares de origen, o bien huyeron a países vecinos o en otros lugares dentro de Somalia. Todas las instituciones de gobierno y por lo menos 60 por ciento de la infraestructura básica del país se desintegró.

## Accionar del Consejo de Seguridad
Debido al peligro que presentaba la presencia de Aidid con sus ataques a los convoyes de ayuda humanitaria en enero de 1992, el  Consejo de Seguridad aprobó por unanimidad la Resolución 733 (1992) en virtud del  Capítulo VII de la Carta, el cual estableció un embargo de armas general y completo en Somalia.
El 17 de marzo de 1992, el Consejo aprobó por unanimidad la Resolución 746 (1992), instando a la continuación de la labor humanitaria de las Naciones Unidas en Somalia y apoyó firmemente la decisión del Secretario General de enviar un equipo técnico. Tres días más tarde, el Secretario General nombró a un coordinador para supervisar la prestación efectiva de ayuda humanitaria a Somalia. El 27 y 28 de marzo, se firmaron acuerdos entre los partidos rivales en Mogadiscio como resultado en el despliegue de observadores de las Naciones Unidas para supervisar el alto el fuego del 3 de marzo de 1992. El acuerdo también incluyó el despliegue de personal de seguridad de las Naciones Unidas para proteger el personal de la organización y las actividades de asistencia humanitaria. Este personal de seguridad se integró por 50 observadores militares para supervisar el alto el fuego, y una unidad de infantería de 500 hombres, a proporcionar a las Naciones  convoyes de suministros de socorro con un ejército lo suficientemente fuerte escoltado para disuadir el ataque y disparar en defensa propia, pero pronto mostró la disuasión demostrándose ineficaz. El  Secretario General presentó un Plan de 90 Días de Acción para proporcionar alimentos y suministros no alimentarios para alrededor de 1,5 millones de personas en peligro inmediato y para ayudar a un adicional de 3,5 millones de personas con alimentos, semillas y la salud básica y con suministro de agua. El 28 de abril de 1992, el Secretario General nombró al Sr. Mohammed Sahnoun (Argelia) como representante Especial de la ONU para Somalia.

## Organización de las fuerzas de paz y aumento de la ayuda
Para asegurar la zona el Consejo dividió el país en 4 áreas operativas, estas áreas serían las ciudades de Berbera, Bossasso, Mogadiscio y Kismayo. 
Para cada zona, la ONUSOM contara con una unidad militar de 750 soldados de todos los rangos. Además de las dos áreas de acuerdo, propuso que se envió a las unidades de Berbera y Kismayo tan pronto como las consultas con los líderes que lo hicieron posible. La dotación total de personal de seguridad de las Naciones Unidas prevista para Somalia por lo tanto se elevó a 3.500. El 28 de agosto, el Consejo de Seguridad, en su resolución 775 (1992), autorizó el aumento. El 8 de septiembre, que acordó una adición de tres unidades de logística, elevando el total de efectivos autorizados de la ONUSOM a 4.219 soldados y 50 observadores militares. El primer grupo de personal de seguridad llegó a Mogadiscio el 14 de septiembre de 1992. 
A la par de estos preparativos, el Secretario General trató de mejorar la planificación y coordinación de la acción humanitaria en virtud de un programa de acción en el día 100 de prestación acelerada de asistencia humanitaria. El plan contaba con ocho objetivos principales:
- la infusión masiva de ayuda alimentaria;
- la expansión agresiva de la alimentación complementaria,
- la prestación de servicios básicos de salud e inmunización en masa contra el sarampión,
- el suministro urgente de agua potable, saneamiento e higiene ,
- el suministro de materiales para construir refugios, mantas y ropa;
- la entrega simultánea de semillas, aperos y vacunas para animales con raciones de alimentos; *la prevención de nuevas corrientes de refugiados y la promoción de programas de repatriación;
- la creación de instituciones y la rehabilitación de la sociedad civil. De los 82.700.000 dólares solicitados para su ejecución, un total de 67,3 millones de dólares fue recibido.

## Complicaciones
La aplicación del programa resultó difícil. Continuando desacuerdos entre las facciones somalíes en el papel de las Naciones Unidas hizo el despliegue en todo el país y más eficaz de la ONUSOM I imposible. El Sr. Sahnoun renunció al cargo de Representante Especial del Secretario General, y fue reemplazado por el Sr. Ismat Kittani de Irak el 8 de noviembre de 1992. 

## Creación y accionar de la UNITAF
El 28 de octubre, el general Mohamed Farrah Aidid declaró que el batallón pakistaní de la ONUSOM ya no sería tolerada en Mogadiscio, también ordenó la expulsión en un plazo de 48 horas del Coordinador de la Asistencia Humanitaria de la UNOSOM. Posteriormente, las fuerzas del general Mohamed Farah Aidid bombardearon y dispararon contra las fuerzas de la ONUSOM, tomaron el control del aeropuerto, y las fuerzas del Sr. Ali Mohamed Mahdi bombardearon los buques que transportan los alimentos cuando intentaban entrar en el puerto de Mogadiscio. El General Aidid se opuso al control de las Naciones Unidas en el aeropuerto debido a que el Sr. Ali Mohamed Mahdi quería tomar el control total del puerto. El 13 de noviembre, después de que son objeto de ametralladoras, fusiles y fuego de morteros, las tropas pakistaníes controlaron el aeropuerto a los disparos. En ausencia de un gobierno capaz de mantener la ley y el orden, las organizaciones de socorro experimentaron un aumento secuestro de vehículos, el saqueo de los convoyes y almacenes, y la detención de personal expatriado.

### Operación Restaurar la Esperanza

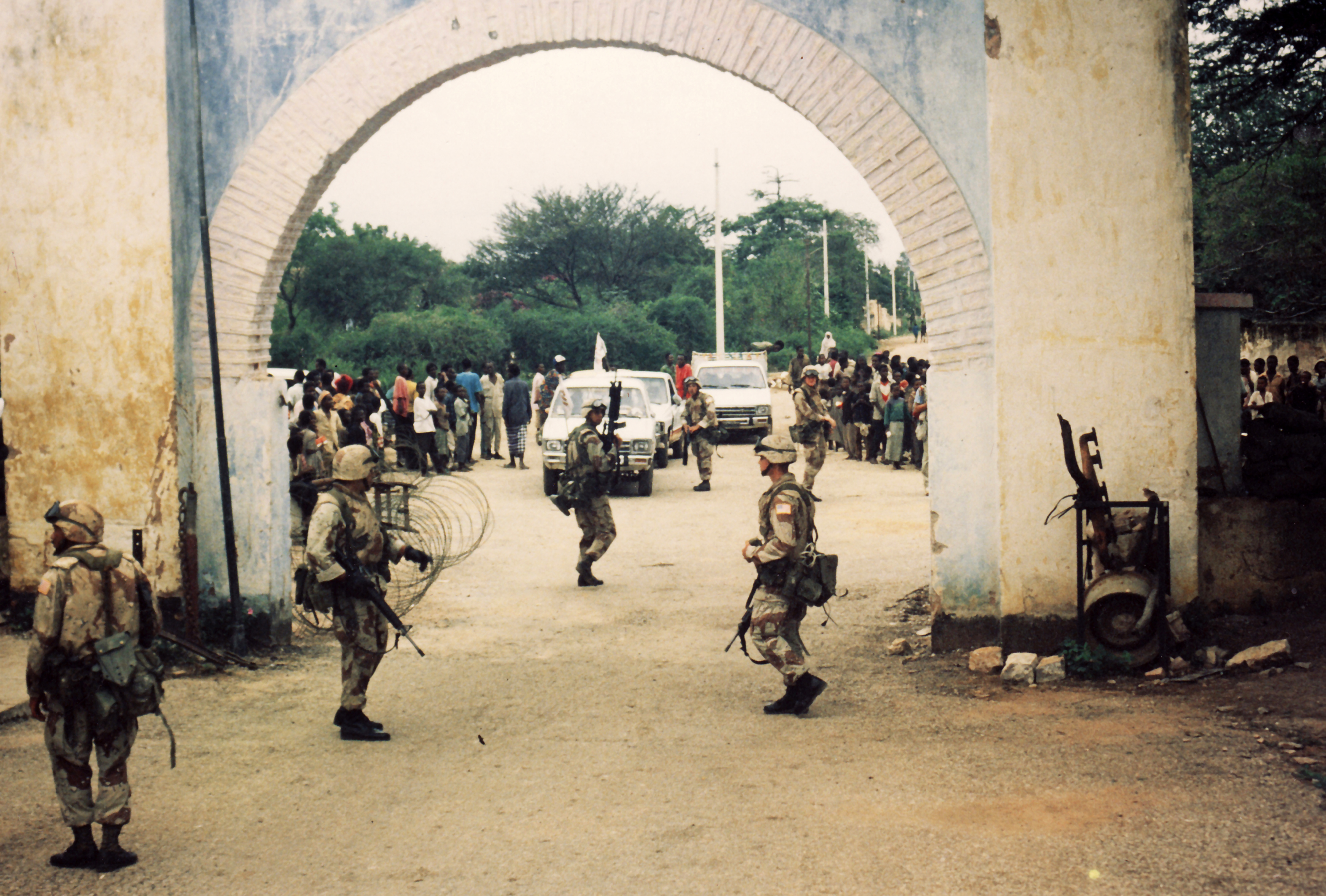
Soldados estadounidenses en Somalia durante la Operación Restaurar la Esperanza

El presidente de Estados Unidos George H. W. Bush respondió a la resolución 794 (1992) con una decisión el 4 de diciembre para iniciar la Operación Restaurar la Esperanza, en las que los Estados Unidos asumirían el mando unificado de la nueva operación, de conformidad con la resolución 794 (1992). El Secretario General comunicó al Presidente Bush el 8 de diciembre su concepto de una división del trabajo entre las Naciones Unidas y los Estados Unidos en los siguientes términos: "Los Estados Unidos se han comprometido a tomar la iniciativa de crear el entorno seguro que es una ineludible condición de las Naciones Unidas para proporcionar ayuda humanitaria y promover la reconciliación nacional y la reconstrucción económica, los objetivos que tienen desde el principio que se han incluido en las diversas resoluciones del Consejo de Seguridad sobre Somalia. "
Los primeros elementos de la Fuerza de Tareas Unificadas (UNITAF) desembarcaron en las playas de Mogadiscio sin oposición el 9 de diciembre de 1992. El 13 de diciembre, las fuerzas estadounidenses habían asegurado el aeródromo de Baledogle, y el 16 de diciembre se había apoderado de Baidoa. El Comando Central de Estados Unidos estaba siguiendo un programa de cuatro fases para alcanzar los objetivos de asegurar los principales aeropuertos y puertos marítimos, las principales instalaciones y puntos de distribución de alimentos, y para facilitar el paso libre y abierto de suministros de socorro, con la seguridad de los convoyes y las organizaciones de socorro y de los suministrantes de la ayuda humanitaria. El número de las fuerzas estadounidenses se prevé la construcción de aproximadamente 28.000 personas, se incrementó en alrededor de 17.000 tropas de la UNITAF de más de 20 países. Además de las fuerzas estadounidenses, UNITAF incluyó las unidades militares de Australia, Bélgica, Botsuana, Canadá, Egipto, Francia, Alemania, Grecia, India, Italia, Kuwait, Marruecos, Nueva Zelandia, Nigeria, Noruega, Pakistán, Arabia Saudita, Suecia, Túnez, Turquía, Emiratos Árabes Unidos, Reino Unido y Zimbabue.

## Reconciliación nacional
El Secretario General inició el proceso de reconciliación nacional durante la primera fase de la acción de Fuerza de Tareas Unificadas. Para ello, convocó a una reunión preparatoria para una conferencia de reconciliación nacional que se celebró los días del  4 al 15 de enero de 1993. Catorce movimientos políticos somalíes que asistieron y concluyeron tres acuerdos: 
- el Acuerdo General de 8 de enero de 1993;
- el Acuerdo sobre la aplicación del alto el fuego y sobre las modalidades del desarme,
- el Acuerdo sobre el Establecimiento de un Comité Especial para la conferencia sobre la reconciliación nacional.[2]